# Mount Auburn (Indiana)
Mount Auburn – miasto w Stanach Zjednoczonych, w stanie Indiana, w hrabstwie Wayne.